# Walther Lotz
Walther Lotz (* 21. März 1865 in Gera; † 13. Dezember 1941 in Heidelberg) war ein deutscher Nationalökonom.

## Leben
Lotz studierte ab 1883 in Leipzig und Straßburg. 1887 wurde er promoviert und arbeitete anschließend in Berlin und Wien. 1890 kehrte er an die Universität zurück und habilitierte sich 1890 bei Lujo Brentano in Leipzig. 1893 wurde er in München Professor für Finanzwissenschaft, Statistik und Volkswirtschaftslehre. Seit 1907 war er korrespondierendes Mitglied der Russischen Akademie der Wissenschaften. 1935 wurde er emeritiert.